# BMW i
BMW i es una rama de BMW, fundada en 2011 para diseñar y manufacturar vehículos enchufables. El plan inicial de la compañía es el lanzamiento de dos vehículos; el i3, un vehículo completamente eléctrico y i8, un híbrido enchufable. Ambos conceptos fueron mostrados en el Salón de Automóvil de Fráncfort en el 2009.
La producción en serie para la venta al público comenzó en septiembre del 2013, y salió a la venta en el mercado europeo en noviembre del 2013, con las primeras entregas en Alemania. El BMW i8 fue lanzado en Alemania en junio de 2014. Estados Unidos, Alemania, Reino Unido y Noruega son los principales mercados para ambos modelos.
En febrero de 2016, BMW introdujo su modelo “iPerformance”, el cual fue implementado en todos los BMW híbrido-enchufables a partir de junio de 2016. El objetivo principal es proveer indicadores visibles para la transferencia de tecnología de BMW i a la marca central de BMW. Hasta julio de 2016, cuatro vehículos eléctricos de BMW han sido puestos en venta usando tecnología BMW i: el BMW X5 xDrive40e, en el 2015 y el BMW 225xe Active Tourer, BMW 330e iPerformance y BMW 740e iPerformance, en el 2016.
Las ventas de BMW i alcanzaron las 50 000 unidades en enero de 2016. Dos años después de su presentación, BMW i3 fue posicionado como el tercer mejor auto eléctrico que se ha vendido en todos los tiempos a nivel mundial. Hasta julio de 2016, el i3 totalmente eléctrico es el modelo principal de la marca, y sus ventas lograron las 50 000 unidades en julio de 2016.

## Historia

### Proyecto i
“Proyecto i” de BMW es un programa creado para desarrollar un auto urbano eléctrico ligeramente eco-amigable, un concepto dirigido a las personas que necesitan de movilidad y sustentabilidad que viven en las grandes ciudades. De acuerdo con BMW, “Proyecto i” tiene tres etapas. La demostración Mini E fue la primera etapa del proyecto, seguida por una prueba de campo similar que empezó en enero de 2012 con el vehículo eléctrico de BMW ActiveE. El ActiveE está basado en BMW Coupe Series 1 y está construido con base en las lecciones aprendidas de la prueba Mini E. La última etapa del “Proyecto i” fue el desarrollo de los carros eléctricos i3 e i8. La fábrica automotriz espera que la primera producción en serie de autos completamente eléctricos ayude a cumplir el promedio de ahorro de gasolina de la flota total que es de  6.63 L/100 km (35.5 mpg) para el 2016, como lo ordena las regulaciones federales de los Estados Unidos. BMW espera un gran volumen de ventas del i3 para permitir a la compañía continuar con la venta de sus coches de alto rendimiento de bajo consumo en los Estados Unidos.

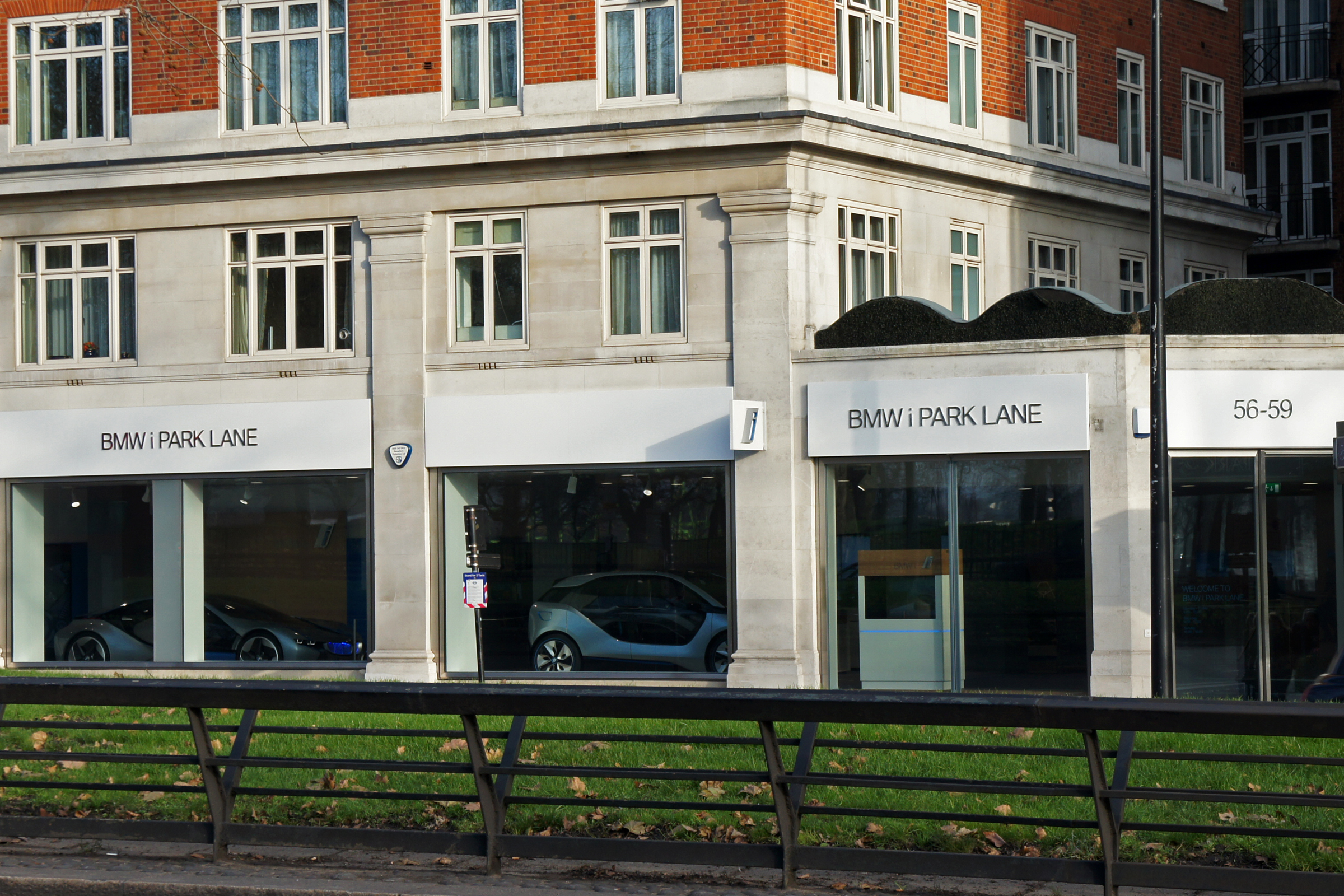
BMW i Park Lane, sala de exposiciones en Londres.

En febrero de 2011, BMW anunció una nueva rama, BMW i, para lanzar al mercado los vehículos producidos en el “Proyecto i”. Los vehículos BMW i se venden por separado de BMW o Mini. Las primeras dos producciones de los modelos son de batería eléctrica “Vehículo de la Gran Ciudad”, ahora llamado BMW i, y un híbrido enchufable llamado BMW i8, el cual es la versión en producción de la Dinámica de Visión Eficiente, concepto lanzado en el 2009 en el Salón Automóvil de Fráncfort y tiene un rango eléctrico de 50 kilómetros (31,0685596 mi). La producción de los dos autos enchufables fue agendada para empezar en Leipzig en el 2013. La venta global del i3 fueron más de 25,000 unidades en mayo del 2015. Las ventas globales combinadas de los modelos BMW i, pasaron de la marca de 30,000 en junio del 2015, y de 50,000 unidades en enero de 2016. Las ventas globales de BMW i3 llegaron a 50,000 unidades en julio del 2016.

### Tiendas
La primera tienda de BMW i abrió en junio del 2012 en la sala de exposiciones en Park Lane de BMW en Londres. La fábrica estrenó una versión mejorada del concepto del carro eléctrico BMW i3 y dio a conocer su concepto de bicicleta iPedelec. El 15 de noviembre de 2013, las entregas de los distribuidores para el i3 empezaron con una ceremonia especial en Múnich.

### Uso de eDrive en los modelos de la marca central de BMW
El 1.º de diciembre del 2014, BMW anunció el grupo que planea ofrecer versiones de híbridos enchufables de toda la marca central usando la tecnología eDrive, desarrollada para los vehículos enchufables de BMW i. El objetivo de la compañía es usar la tecnología enchufable para continuar ofreciendo vehículos de alto rendimiento mientras se reducen las emisiones de dióxido de carbono por debajo de 100g/km. En febrero del 2016, BMW anunció la introducción de la designación del modelo “iPerfomance”, el cual fue dado a todos los vehículos BMW híbridos enchufables de julio de 2016. El objetivo es proveer de un indicador visible de la transferencia de tecnología de BMW i a la marca central de BMW. Las ventas de BMW i e iPerfomance designaron que los modelos híbridos enchufables han crecido fuertemente en Europa, responsabilizándose del 4% de los vehículos vendidos por BMW en Europa del Oeste  en junio del 2016. El porcentaje es significativamente mayor en los mercados con altos incentivos y medidas de infraestructura, tales como Países Bajos, con 14.9% de todos los vehículos vendidos por BMW en junio fueron modelos BMW i o BMW iPerformance, y Escandinavia con un 13.2%. La combinación global de la venta de los modelos de BMW i o BMW iPerfomance fue de 23,675 unidades durante la primera mitad del 2016. Este es el resultado del rango de expansión de los modelos eléctricos, los cuales incluyen los modelos híbridos enchufables. Las ventas de este tipo de vehículo durante la primera mitad del 2016 fueron un poco menos del 87% más que del mismo periodo del 2015.

## Productos
Hasta agosto de 2016, solo dos vehículos han sido puestos en venta, el BMW i3 totalmente eléctrico con la tecnología range-extender (reX)  y el BMW i8 enchufable-híbrido. BMW quiere lanzar un vehículo familiar aparte del i3 para contar con otra opción de vehículo range-extender. Hasta mayo de 2016, BMW i se encuentra presente en 50 países, con los modelos enchufables i3 e i8.

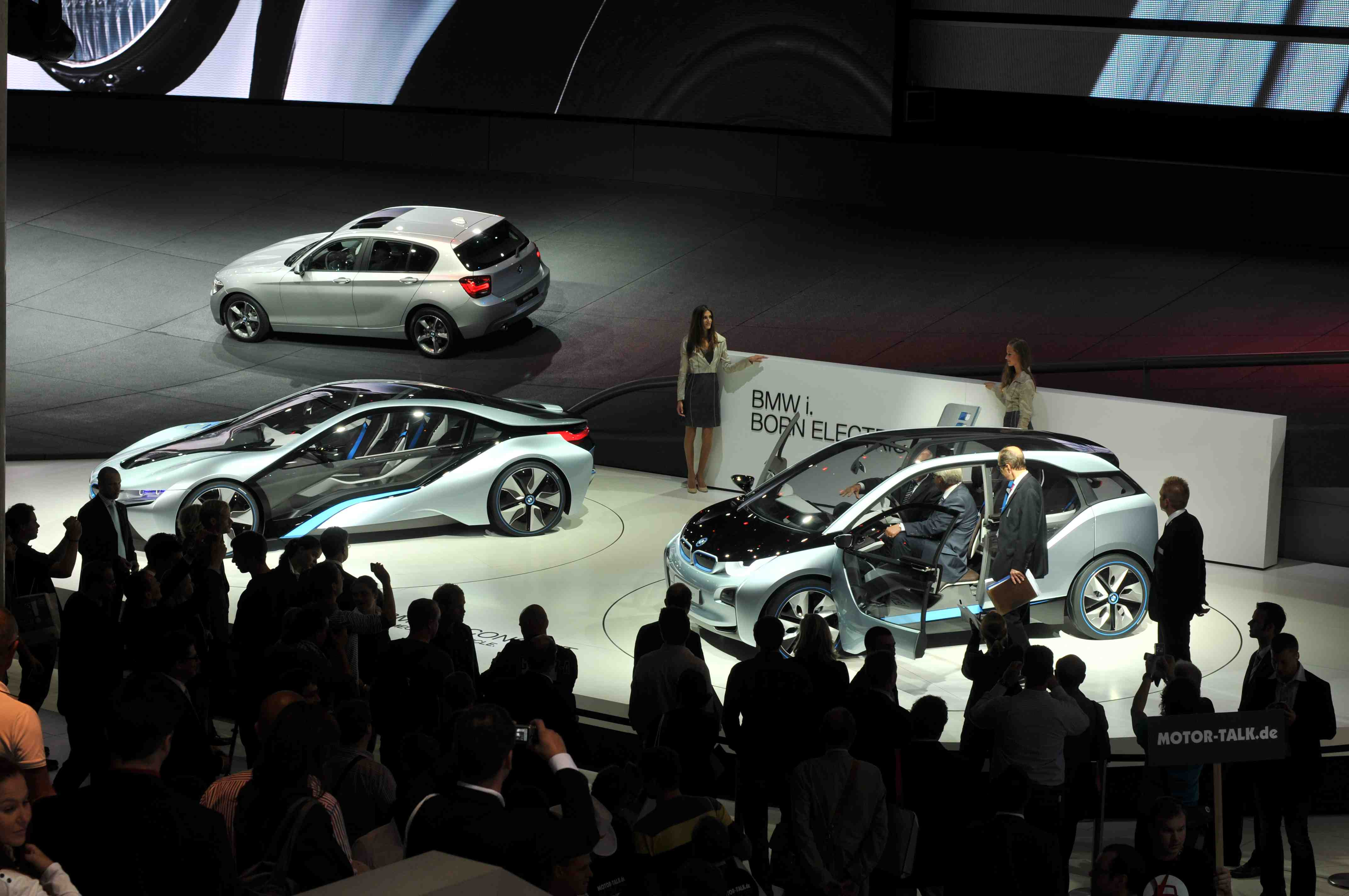
Presentación BMW i8 (izquierda) y BMW i3 (derecha) en el Frankfurt International Motor Show 2011.

Hasta noviembre de 2015, el modelo i3 se encuentra clasificado como el tercer mejor auto totalmente eléctrico del mundo en cuanto a ventas. Para diciembre del mismo año, los Estados Unidos de América era el principal vendedor de ambos modelos, con 17,116 unidades vendidas del modelo i3 (41.2%) y 2,820 autos i8 (39.2%). En abril de 2016, un total de 56,092 unidades de ambos modelos de ésta marca fueron vendidos alrededor del mundo desde 2013, de los cuales, 17,793 unidades fueron vendidas en 2014, y 29,513 unidades en 2015.
La demanda de los vehículos BMW i y iPerformance han aumentado significativamente durante la primera mitad de 2016. En junio de 2016, 4% de todas las ventas por parte de BMW en toda Europa Oriental han sido autos eléctricos, y nuevamente en julio de 2016, los autos eléctricos representaron el 4% de todas las ventas de la región. En Holanda, 43% de los registros de modelos Serie 3 de BMW correspondieron al modelo 330e iPerformance, y 26% de los registros de modelos Active Tourer de la serie 2 de BMW fueron para el modelo 225xe. Estos porcentajes fueron más altos en Escandinavia, con las versiones enchufables contribuyendo así con el 45% de todos lo BMW serie 3 vendidos, y con el 55% de todos los modelos Active Tourer de la Serie 2 de BMW.
En los Estados Unidos, las ventas de modelos eléctricos enchufables representaron el 3.5% del total de ventas para BMW en el país entre enero y junio de 2016, la mayor proporción en cuanto a ventas de vehículos enchufables para cualquier fabricante de automóviles en el mercado americano con excepción de Tesla Motors. En julio de 2016, el i3 tuvo una participación del 7.5% en las ventas de todos los autos para pasajeros BMW en el mercado americano. La contabilización de todos los BMW enchufables (i1,i8,X5 xDrive40e and 330e) vendidos en julio de 2016 (2,375 unidades), BMW también alcanzó una participación de 9.2% del total de ventas de camiones de pasajeros y de la misma marca.

### BMW i3

#### Diseño y tecnología
El modelo BMW i3 es un auto eléctrico, el primer vehículo cero emisiones producido en masa, de BMW. El i3 es el primer vehículo de producción en serie en el mercado que ofrece la fibra de carbono reforzada con plástico. Este vehículo obtiene su energía de un motor eléctrico alimentado por baterías de iones de litio. El i3 está hecho para el uso diario, con un rango eléctrico de 130 a 160 km (entre 81 a 99 millas). BMW está ofreciendo un extensor de alcance eléctrico (“REx”), opción que es alimentada por un motor de 647 cc de dos cilindros a gasolina con capacidad de 9[L] (2.0 imp gal;2.4US gal) el cual se activa cuando el nivel de batería cae a un punto preestablecido, actuando únicamente como un generador para producir electricidad con el fin de ampliar el rango de 240[km] a 300[km](de 150 a 190[millas]).

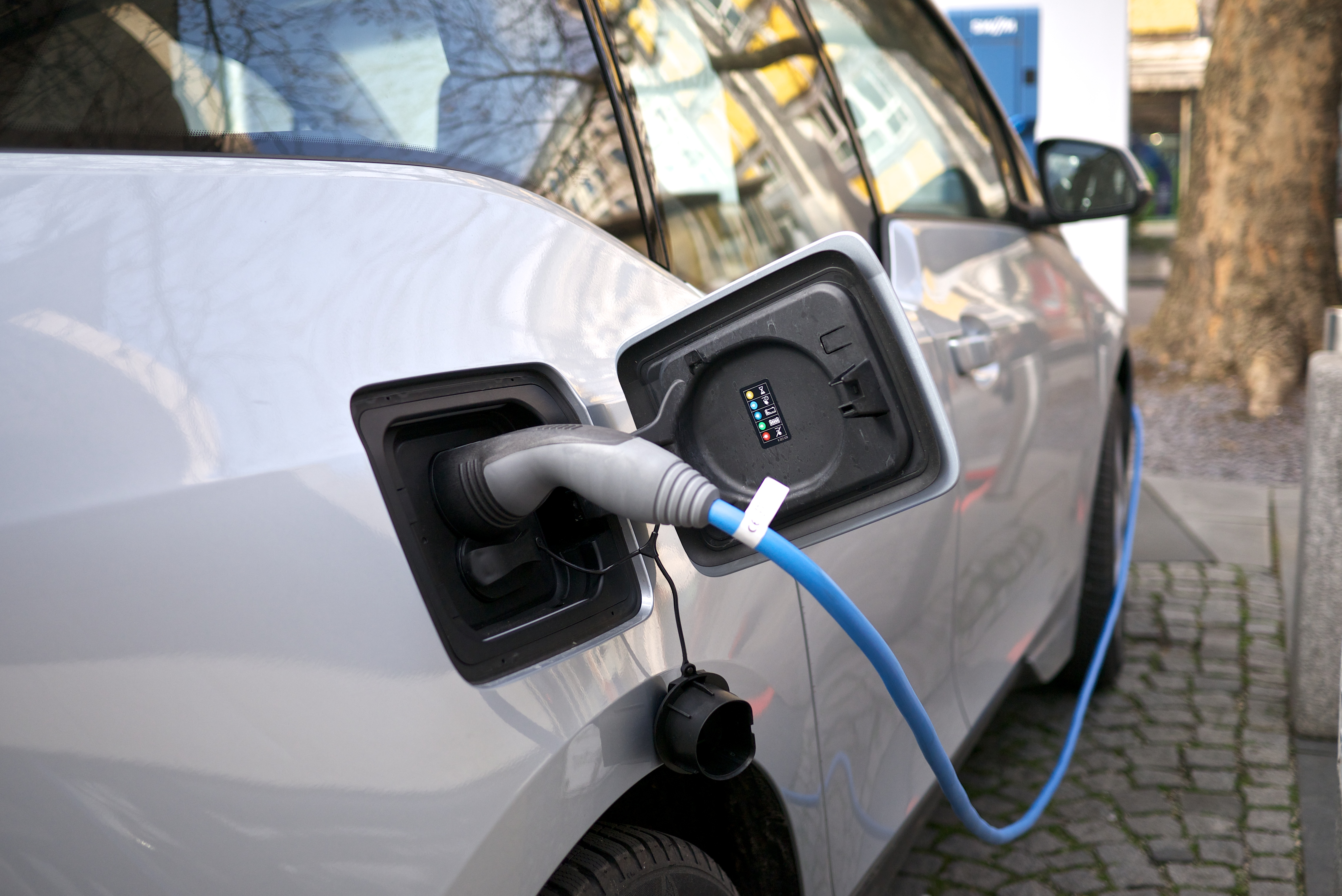
Carga BMW i3

De acuerdo a BMW, en el inicio del lanzamiento del i3, el rango de uso del extensor de alcance eléctrico fue mucho mayor que el esperado por el fabricante, con un porcentaje mayor al 60%. Al paso del tiempo ese porcentaje ha disminuido significativamente, con personas que casi no lo usan, y para principios de 2016 está siendo regularmente usado en menos que el 5% de los modelos i3.
En mayo de 2016, BMW anunció que el modelo BMW i3 del año 2017 vendrá con un paquete de batería mejorada con 50% más capacidad (33 kWh) en comparación con el modelo previo, con su correspondiente aumento en el rango, esperando alcanzar las 114 millas (183 km) debajo del ciclo EPA, y 195 millas(314km) por debajo del Nuevo CIclo de Manejo Europeo. La variante del modelo de extensor de alcance eléctrico (REx) contará de igual manera con la misma batería de alta capacidad como los modelos totalmente eléctricos, con su correspondiente aumento en el rango por ser un auto totalmente eléctrico. Las entregas del i3 MY 2017 en los mercados de Estados Unidos han sido programadas para empezar en el tercer cuarto de 2016. Ambas variantes con la versión de batería mejorada estarán disponibles en el Reino Unido empezando en julio de 2016.

#### Producción
BMW invirtió $100 millones de dólares al año para construir una planta en Mosses Lake, Washington para fabricar fibra de carbono reforzada con plástico usada en las partes de los vehículos. La planta está localizada en un área que tiene un gran acceso a la energía hidroeléctrica. La fibra de carbono es enviada a Alemania, donde fue fabricada por primera vez y luego es enviado a la planta de producción de automóviles en Leipzig.

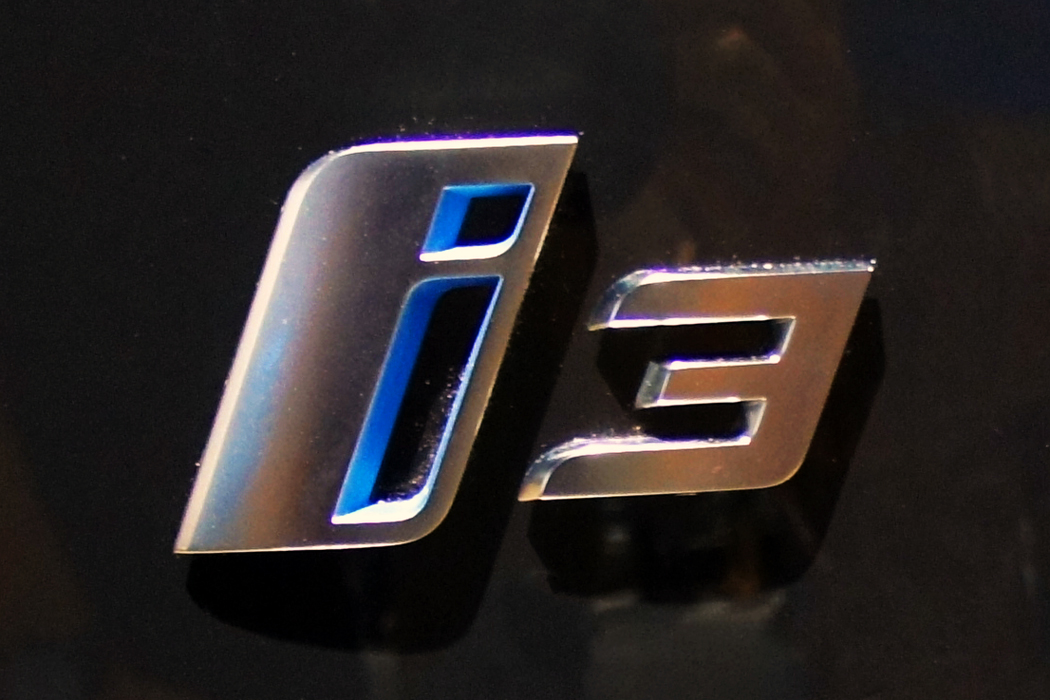
Logo BMW i3

#### Mercado y ventas
Las primeras entregas de los i3 a los usuarios en Europa tomó lugar en la ceremonia oficial de lanzamiento al mercado, celebrada en Múnich el 15 de noviembre de 2013. El i3 fue a su vez lanzado en Reino Unido, en noviembre de 2013. El lanzamiento al mercado americano tomó lugar en mayo de 2014. Hasta noviembre de 2015 el BMW i3 está disponible en 49 países, y con la fase central de la introducción al mercado terminada, únicamente algunos mercados pequeños siguen siendo de seguir.
Hasta diciembre de 2015, los Estados Unidos se ubicó como el mercado de mayor venta i3 con 17,116 unidades vendidas, seguido de Alemania con 5,063 unidades registradas, Noruega con 4,494 unidades, y el Reino Unido con 3,747 unidades registradas. Hasta abril de 2016 las ventas globales totales sumaron 47,438 unidades, de las cuales, 16,052 unidades fueron entregadas en 2014, y 24,057 en 2015.
Dos años después de su lanzamiento al mercado, el BMW i3 se ha convertido en el auto eléctrico más vendido en Alemania. En Noruega el BMW i3 ha sido el modelo más vendido a través de la línea entera de BMW durante 2015. El i3 se posicionó como tercero entre los autos totalmente eléctricos vendidos en 2014, después del Nissan Leaf y el Tesla Model S. En 2015, BMW i3 fue nuevamente el mejor tercer lugar a nivel mundial en cuanto a venta de autos totalmente eléctricos, de igual manera se posicionó como quinto mejor del mundo en 2015 entre los mejores autos enchufables a nivel mundial. Para noviembre de 2015, el i3 se posicionó como el mejor tercer lugar a nivel mundial de autos totalmente eléctricos vendidos en toda la historia.

### BMW i8

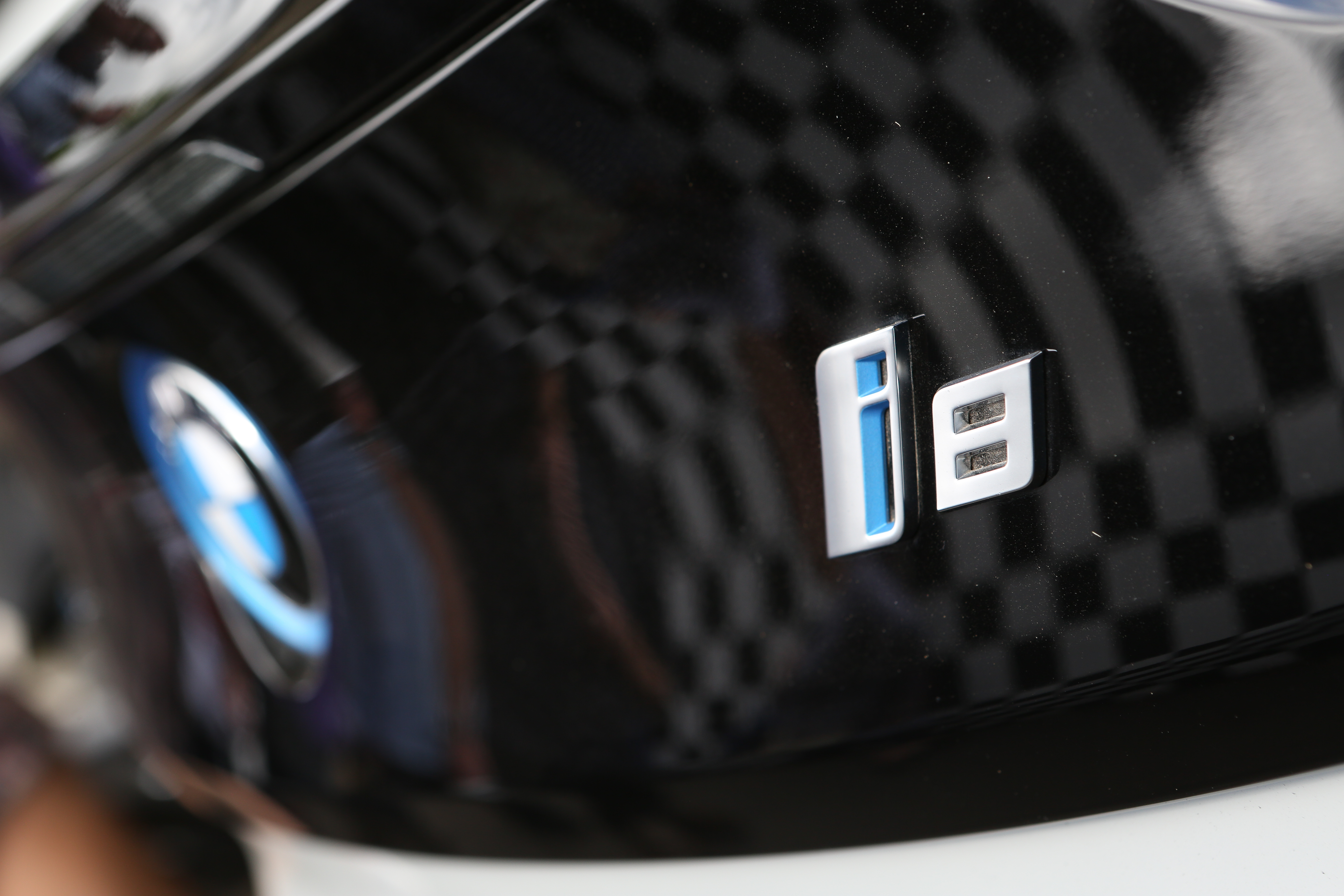
Logo BMW i8

El BMW i8 enchufable-híbrido es producto de la versión “BMW Vision Efficient Dynamic”, concepto que fue presentado en el Frankfurt Motor Show 2009 y tiene un rango eléctrico de 35 km (22 mi). La producción de ambos vehículos enchufables fue programada para empezar en Leipzig en  2013. Las llantas delanteras serán impulsadas por un por un motor eléctrico (131 hp), mientras que las llantas traseras usarán un motor  de 3 cilindros de 1.5 litros de gasolina (231 hp). Se estima un tiempo de menos de  4.5 segundos para llegar de 0 a 100 km/h usando ambas fuentes de poder. La colocación del motor sobre los ejes es una ventaja ya que el peso se distribuye de manera equitativa en el vehículo.
La versión de producción del i8 fue dada a conocer en el Frankfurt Motor Show 2013. BMW planea vender el i8 en alrededor de 50 países, y espera que Estados Unidos sea su mayor mercado en ventas. En Europa, Reino Unido, Alemania y Francia son los potenciales mayores mercados. Entregas al por menor empezaron en junio de 2014 en Alemania. Entregas a clientes minoristas en los Estados Unidos empezaron en agosto de 2014.
Hasta diciembre de 2015, las ventas globales del i8 eran de 7,197, de las cuales, 1,741 unidades fueron vendidas en 2014, y 5,456 en 2015. Estados Unidos es el mercado principal con 2,820 unidades entregadas en diciembre de 2015, seguido por el Reino Unido, con 823 unidades registradas a finales de junio de 2015, y Alemania con 793 unidades registradas en diciembre de 2015. En 2015, las ventas globales del BMW i8 excedieron la cifra combinada de todos los demás carros eléctricos deportivos de otros fabricantes.

### Life-Drive
Tanto como el i3 e i8 usará la plataforma de BMW “Life-Drive” que hace uso de materiales ligeros. Ambos carros cuentan con un chasis de aluminio, y en el caso del i8, el parabrisas, la parte superior del vehículo, puertas y parte trasera del auto, son hechas de cristal de policarbonato, esto le da un coeficiente aerodinámico de 0.26 al vehículo.

## Transferencia de tecnología a BMW

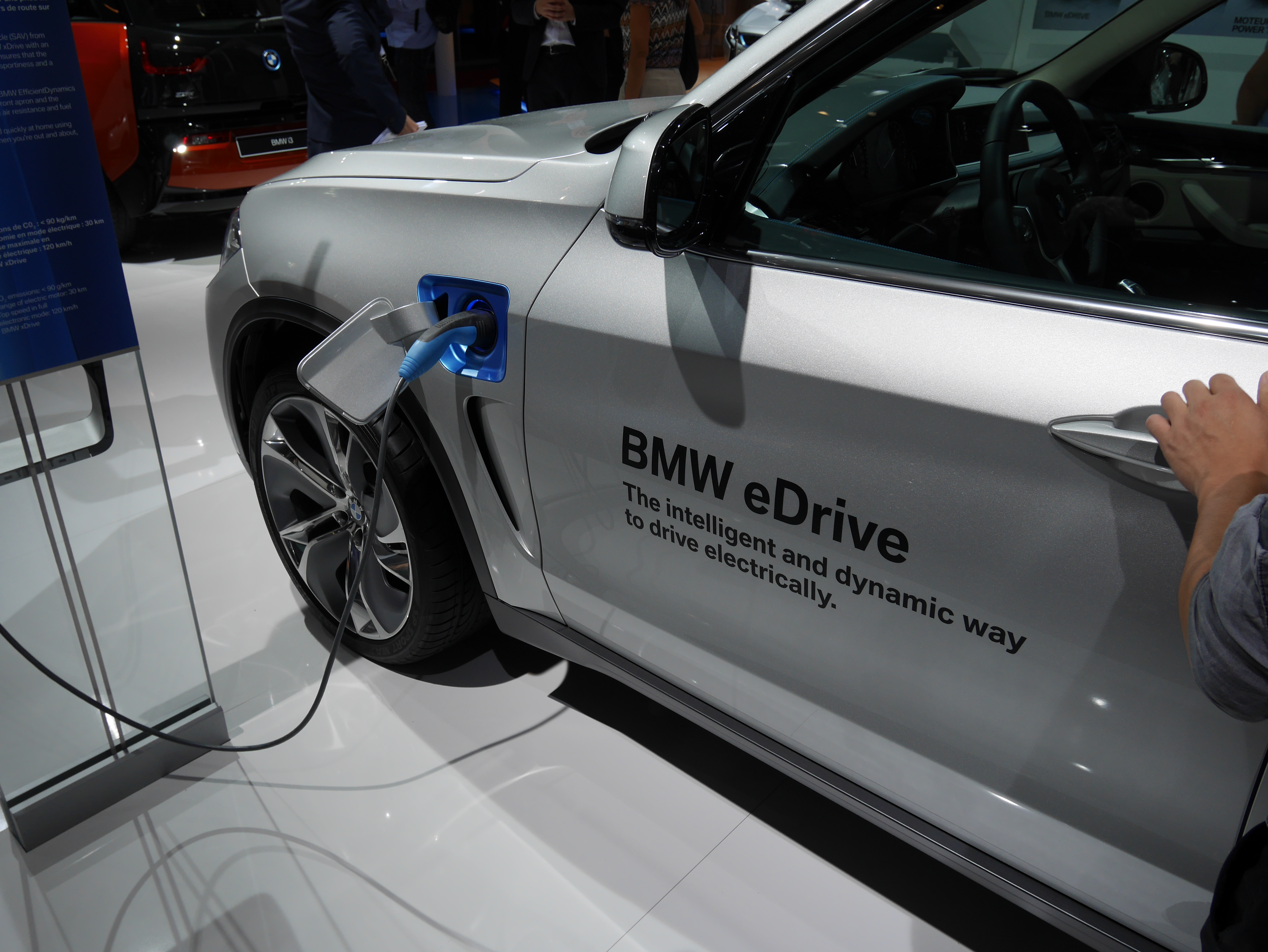
El BMW x5 XDrive40e es un híbrido enchufable con un rango de 23 kilómetros (14 mi) que usa la tecnología de los carros BMW i.

Lanzado en Europa y Estados Unidos en 2015, la BMW X5 xDrive40e es la primera híbrida enchufable de la marca central de BMW. El uso de la tecnología eDrive de BMW en la plataforma establecida X5, es una tecnología directamente transferida de los autos BMW i, en particular, de la tecnología BMW i8.
En febrero del 2016, BMW anunció la introducción de la designación del modelo “iPerfomance”, el cual fue dado a todos los vehículos BMW híbridos enchufables de julio de 2016. El objetivo es proveer de un indicador visible de la transferencia de tecnología de BMW i a la marca central de BMW. El primer carro BMW lanzado al mercado con la designación del modelo “iPerformance” fue el BMW 330e iPerformance, inicialmente llamado 330e. Las entregas en el mercado americano empezaron en el segundo cuarto del 2016. La nueva designación fue también usada en las variantes del híbrido enchufable del nuevo BMW Serie 7, el BMW 740e iPerformance.
Los modelos iPerformance aprovechan la experiencia técnica en cuanto a motores eléctricos, baterías y sistemas de controles eléctricos. Algunos detalles para estos modelos  son un logo de BMW i en la parte frontal, elementos azules en el centro, parrilla delantera y ruedas, además del logo eDrive en el pilar C. Los clientes pueden hacer uso de la gama de productos y servicios  BMW i 360° ELECTRIC, incluyendo el BMW i Wallbox.
Hasta julio de 2016, cuatro modelos eléctricos han sido dados a conocer, el BMW X5xDrive40e, BMW 225xe Active Tourer, BMW 330ei iPerformance y el BMW 740e iPerfromances.

## Galería

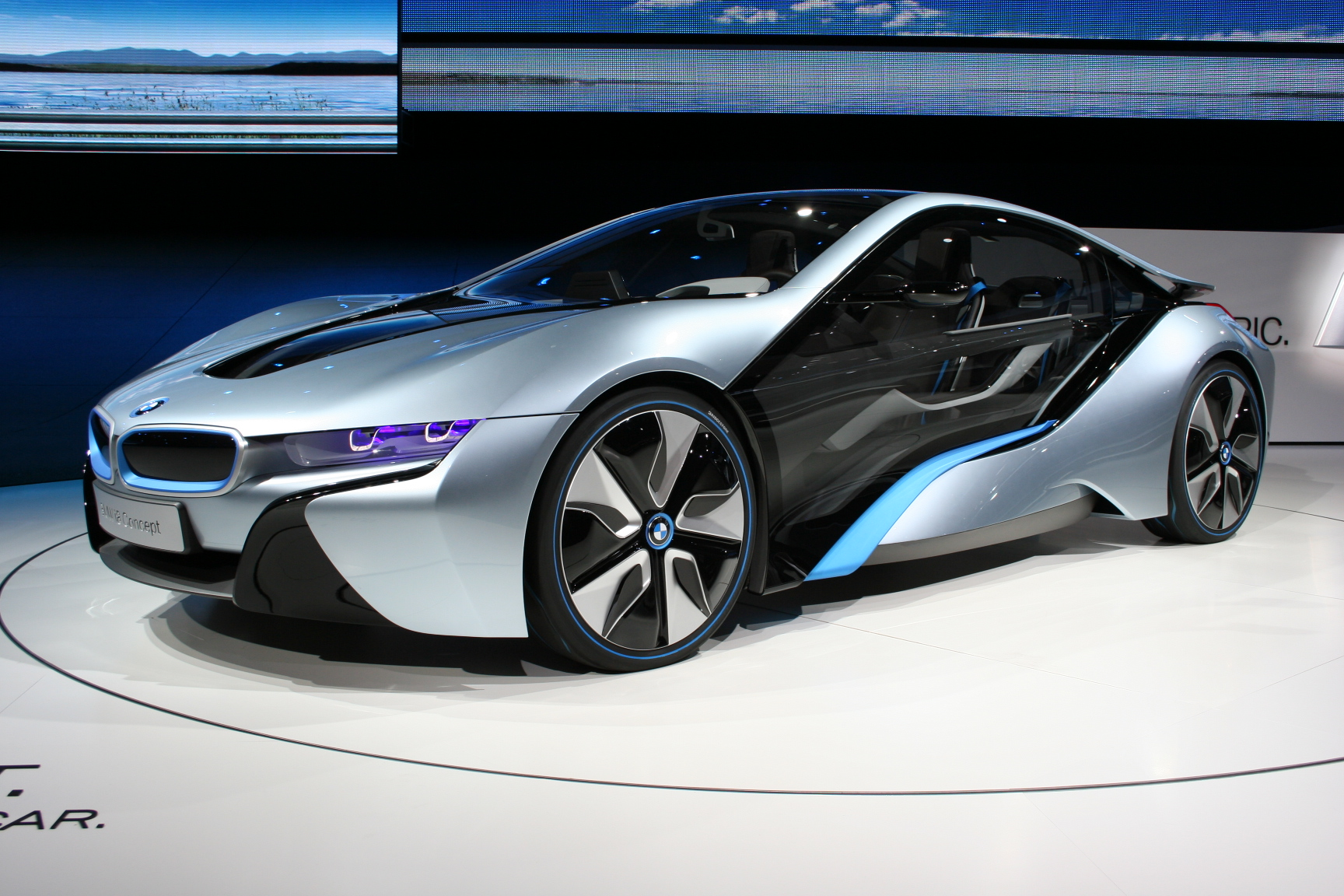
BMW i8 concept plug-in hybrid
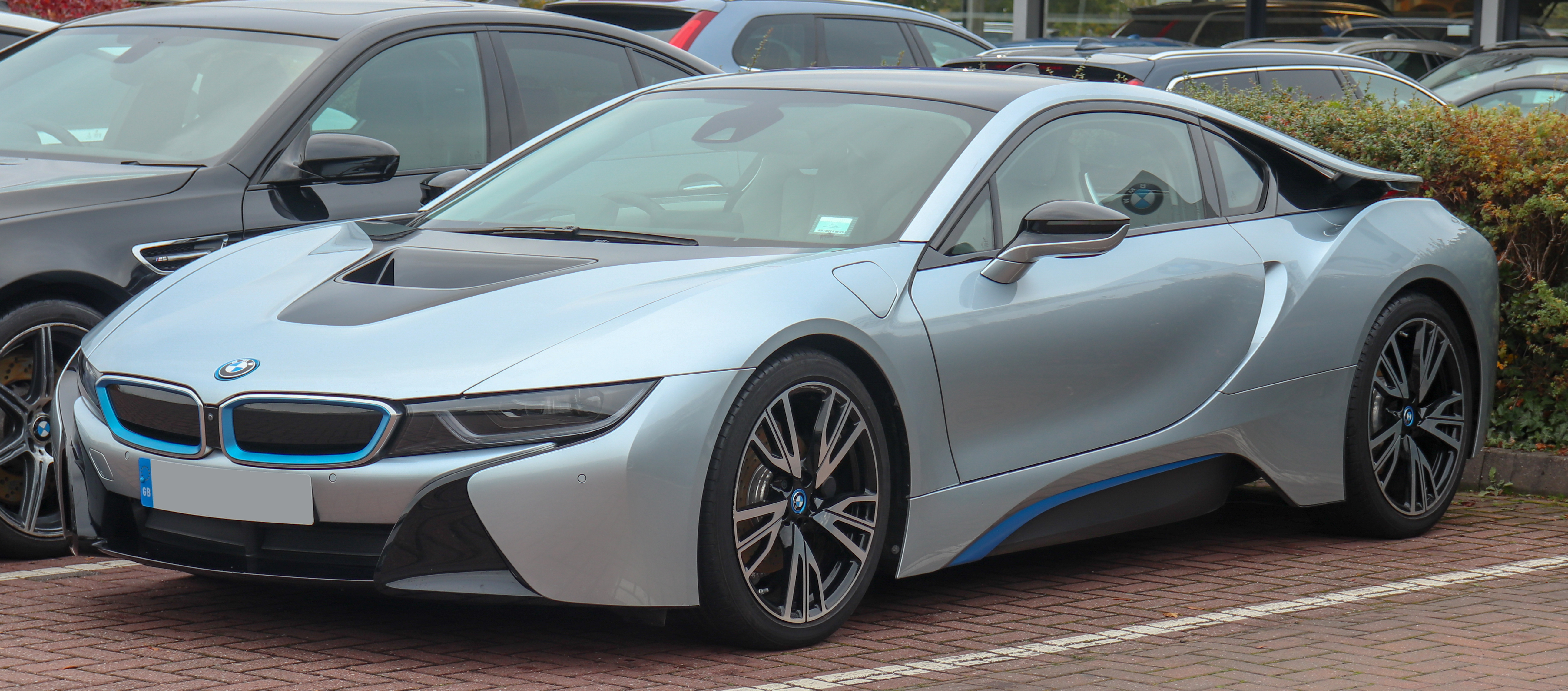
Production BMW i8 plug-in hybrid
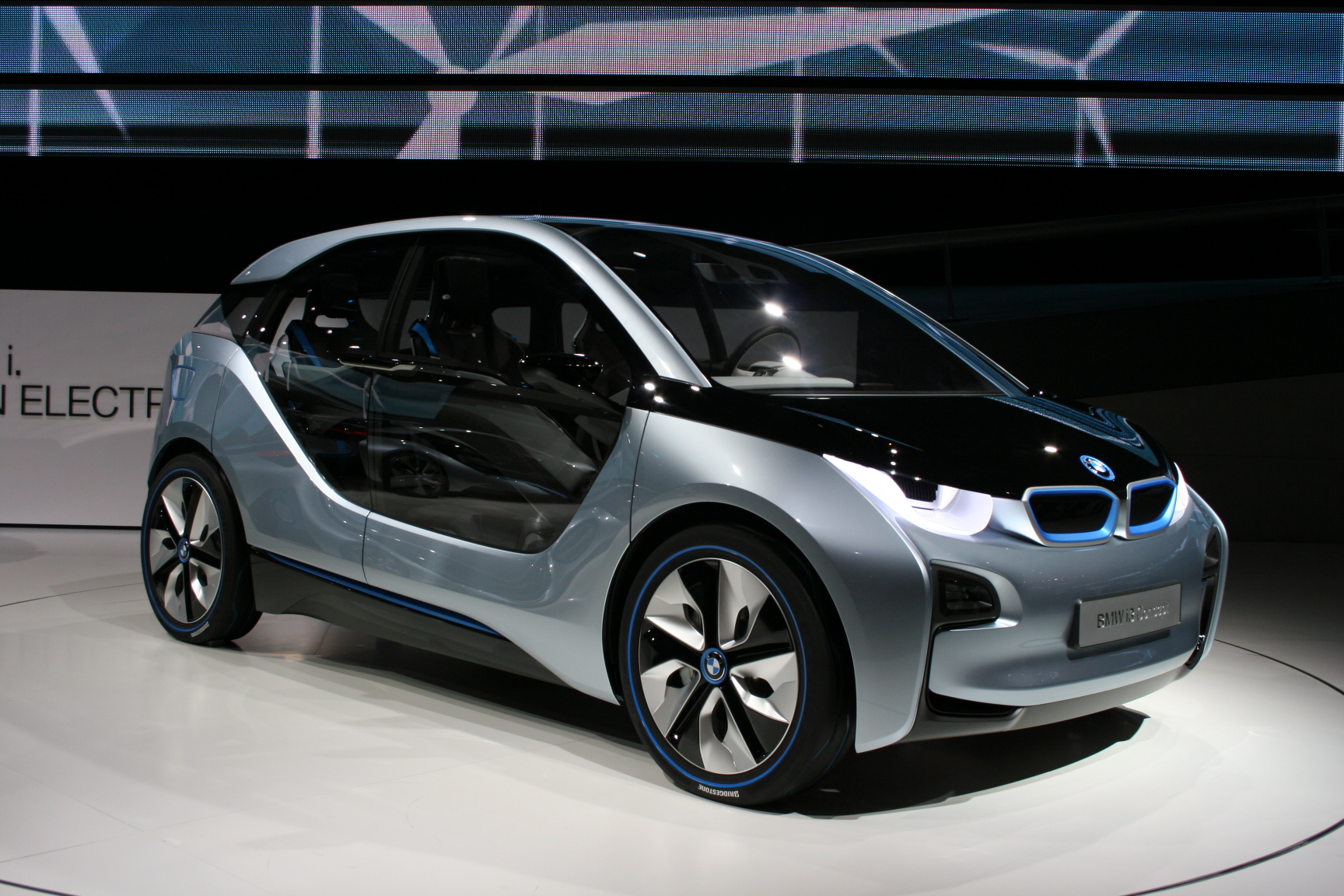
BMW i3 concept electric car
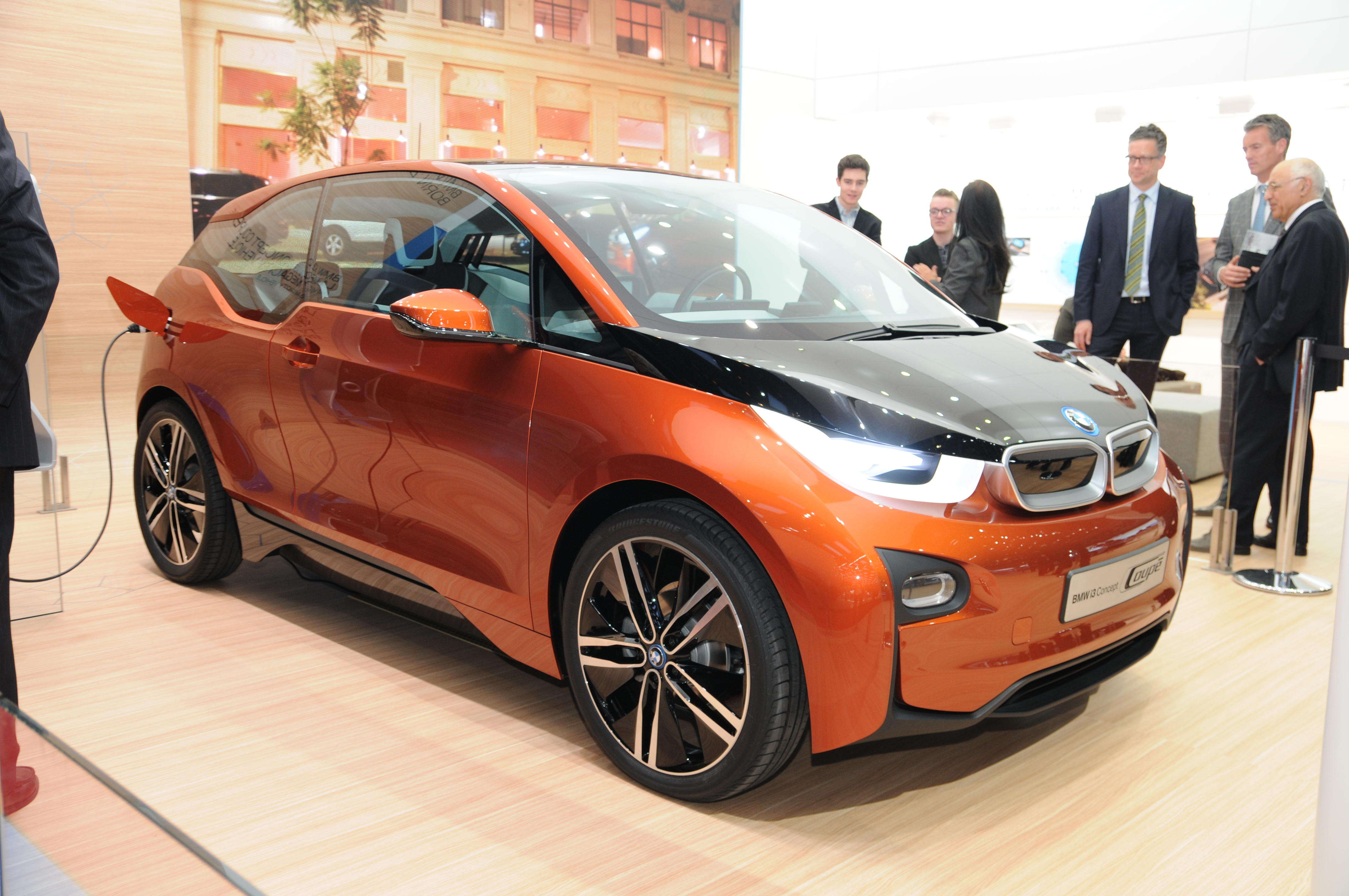
The BMW i3 Concept Coupé exhibited at the 2013 Geneva Motor Show.
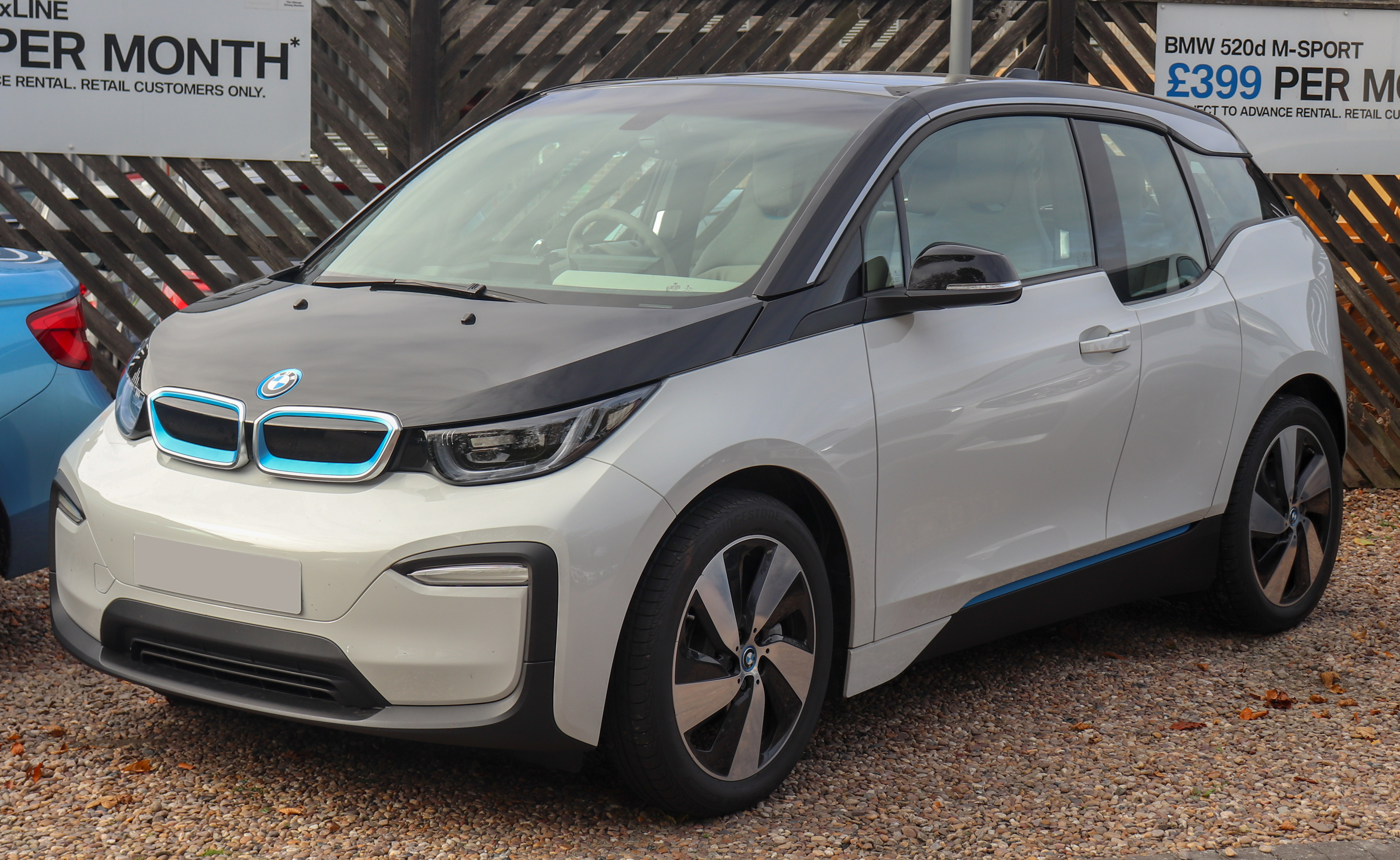
Production BMW i3 all-electric car
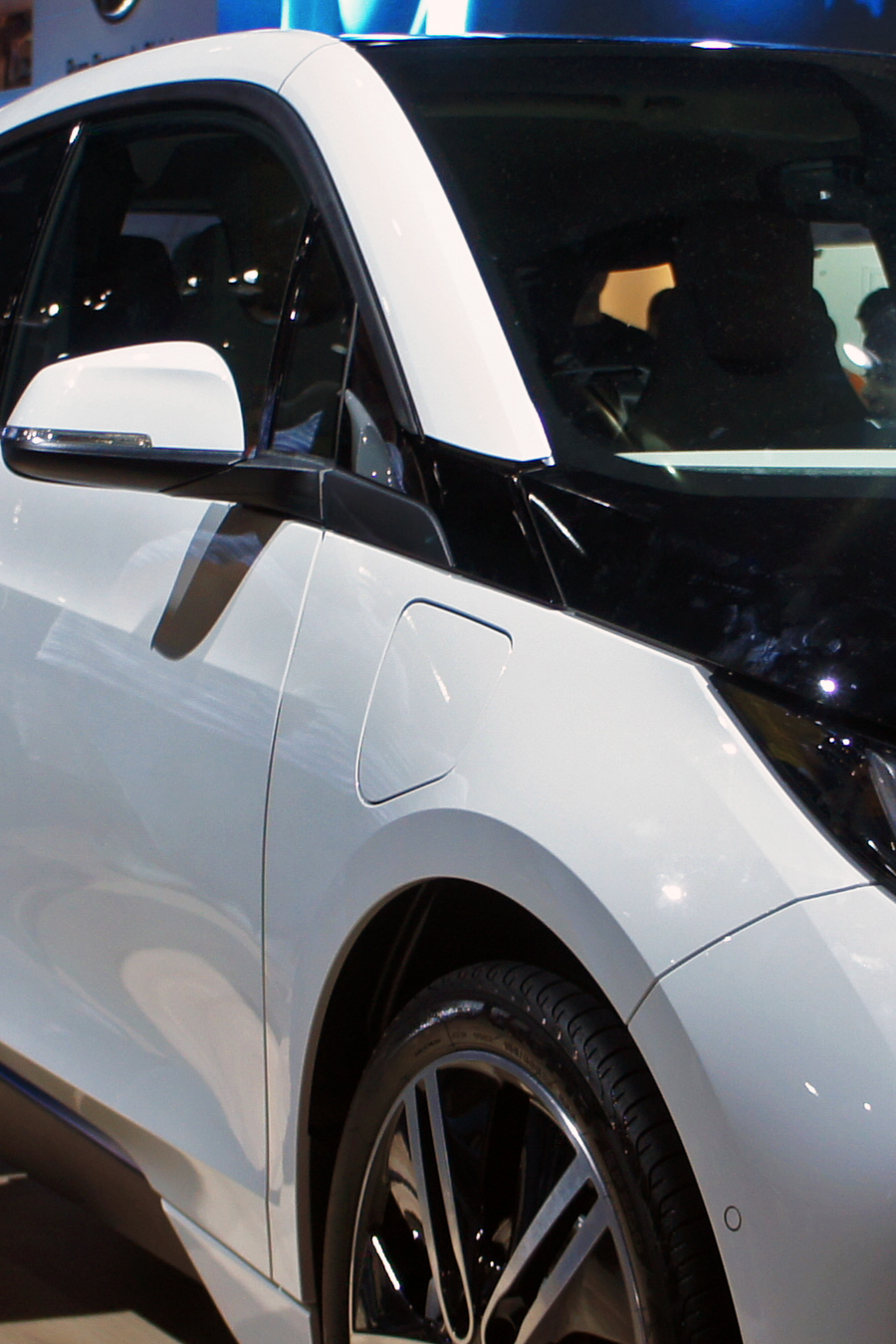
Production BMW i3 with range-extender (REx) option
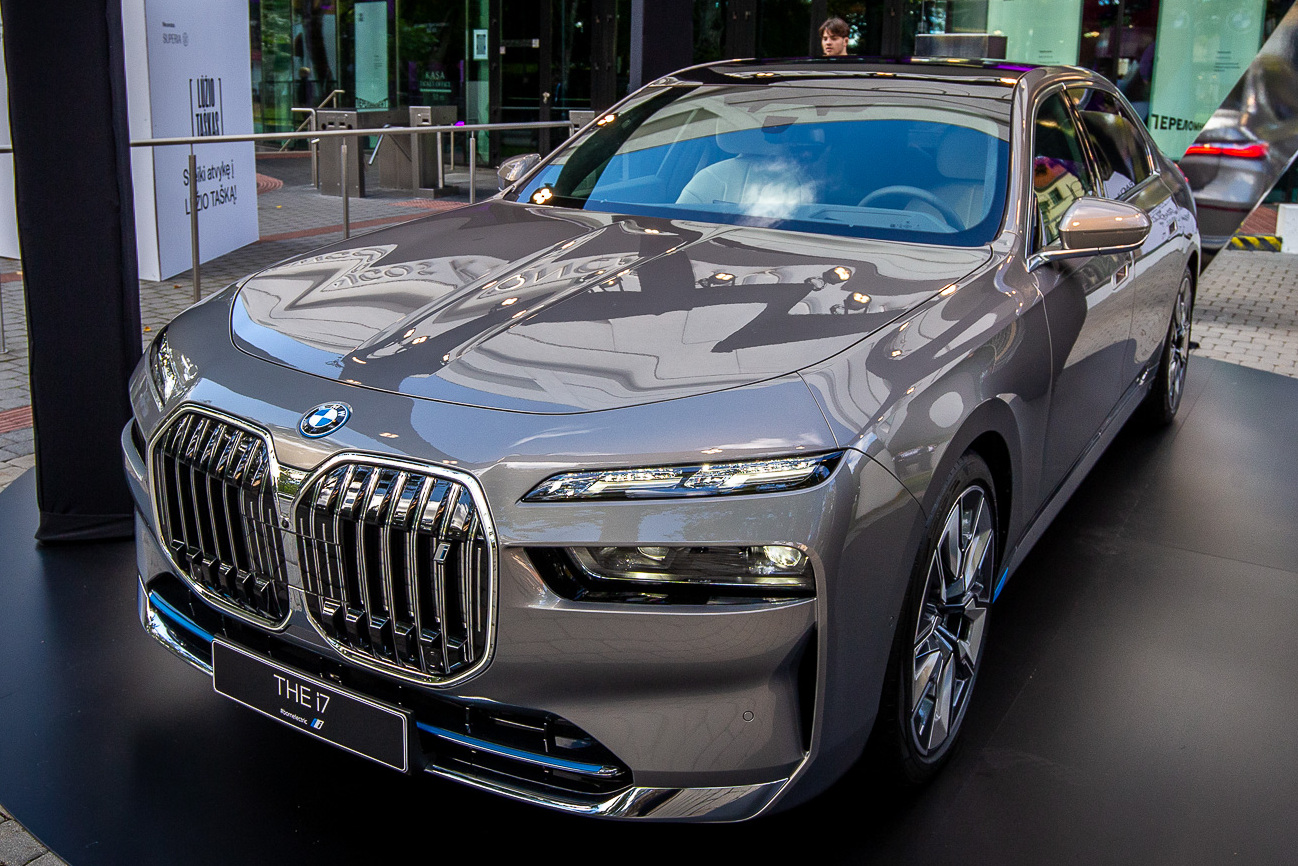
BMW i7
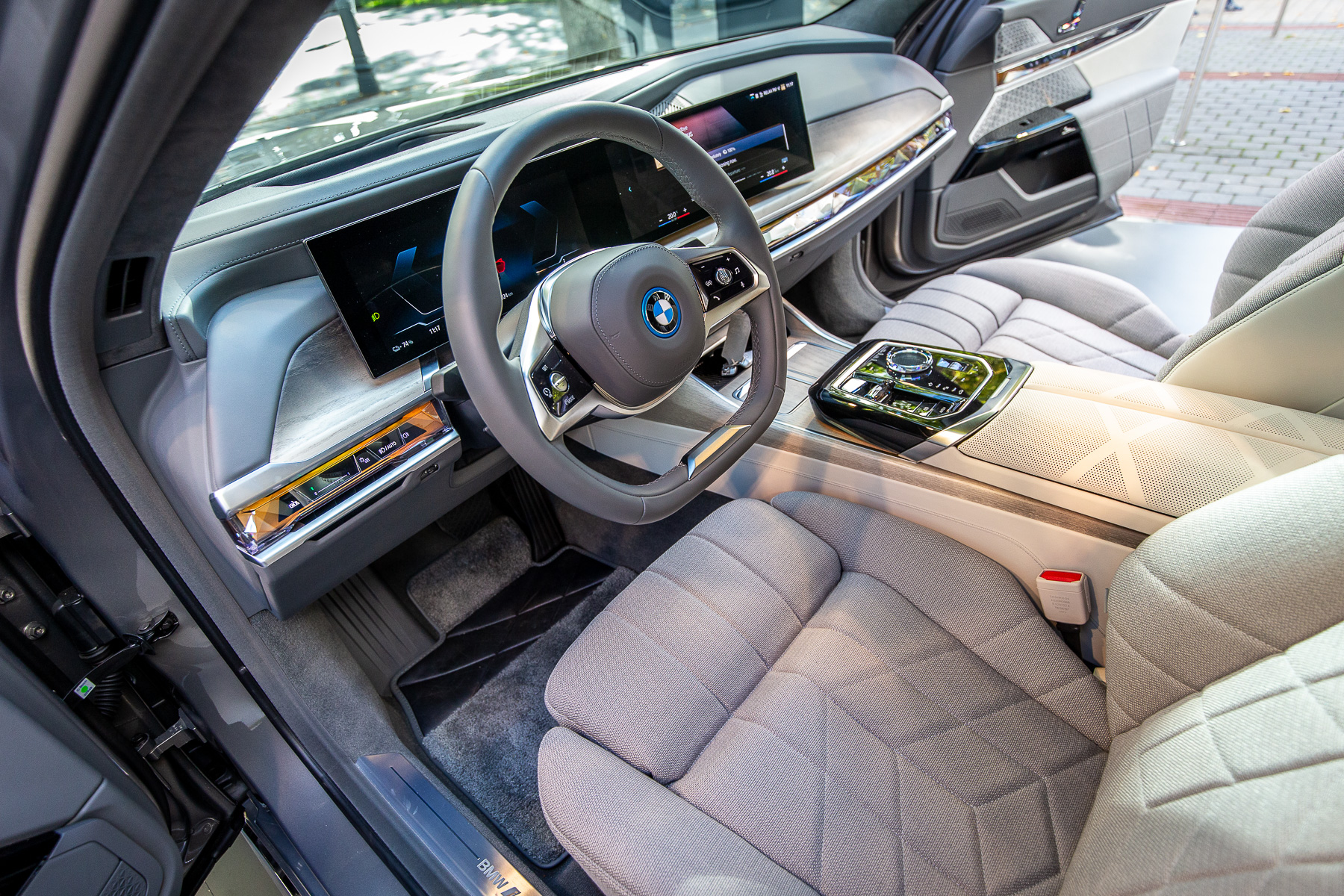
BMW i7